# Akil Jakupi
Akil Jakupi (Tirana, 1º agosto 1982) è un ex calciatore albanese, di ruolo difensore.